# Bejuma
Bejuma è una città del Venezuela situata nello Stato di Carabobo e in particolare nel comune di Bejuma.